# James Burton (guitariste)
Pour l’article homonyme, voir James Burton, l'égyptologue.
James Burton (né le 21 août 1939 à Minden, en Louisiane) est un guitariste américain, membre du Rock and Roll Hall of Fame. Il est surtout connu pour avoir été le guitariste d'Elvis Presley de 1969 à la mort de ce dernier survenue en 1977. C'est aussi un guitariste de studio très prolifique. Il continue de jouer en compagnie des anciens musiciens d'Elvis, Ron Tutt à la batterie, Glen D. Hardin au piano, Jerry Scheff à la basse électrique.

## Carrière
Dès l'âge de 14 ans, James Burton est guitariste dans un orchestre de Louisiane. Puis se produit avec l'artiste Bob Luman. En 1957, il compose la chanson Suzie Q chantée par Dale Hawkins. Il accompagne le chanteur Ricky Nelson jusqu'en 1965, avec qui il sort pas moins de quatre albums avant d'assurer la guitare aux côtés d'Elvis Presley à partir de 1969. Il reste avec lui jusqu'à sa mort en 1977 et enregistre entre-temps deux albums solo. Dans les années 1980 on le retrouve, entre autres, aux côtés de John Denver, J.J. Cale, Elvis Costello, Roy Orbison et Jerry Lee Lewis. En 1995 il est victime d'une crise cardiaque qui le laisse un temps paralysé la main droite, une intervention chirurgicale lui permet de rejouer de la guitare. En 2001 à la suggestion de Keith Richards il entre au Rock and Roll Hall of Fame et se produira en 2003 aux côtés de Frank Michael.
Burton utilise diverses guitares au cours de la période 1957-1977, dont sa fameuse Fender Telecaster de 1968 au coloris rose paisley pink couvert de motifs multicolores. La James Burton Telecaster de 1991, basée sur la paisley de 1968, comprend originellement un corps en peuplier, un manche en érable à 21 cases et des micros Lace Sensor en trois coloris différents: bleu (manche), argent (milieu) et rouge (chevalet). Depuis 2006, cette guitare comprend un corps en acajou, trois micros Samarium Cobalt et le système S-1. Il existe aussi une version Standard mexicaine du style des années 1950 avec un corps en aulne au coloris candy apple red, une plaque blanche à un pli, un manche érable à 21 frettes moyennes, des mécaniques Kluson traditionnelles et des micros Fender Texas Special. La James Burton Standard Telecaster est une réplique exacte de l'instrument utilisé par Burton entre 1957 et 1968. Cette guitare est l'un des premiers modèles "signature" sortis de l'usine mexicaine d'Ensenada en 1996.

## Discographie solo
- 1969:  Corn Pickin' And Slick Slidin'  (album en duo avec Ralph Mooney)
- 1971:  The Guitar Sound Of James Burton

## Collaborations

### Avec Dale Hawkins
- 1958: Oh! Suzie Q

### Avec Ricky Nelson
- 1957: Ricky
- 1959: Ricky Sings Again
- 1961: Ricky is 21
- 1963: Best Sellers
- 1966: Bright Lights and Country Music

### Avec Elvis Presley
- 1969: From Memphis to Vegas / From Vegas to Memphis
- 1970: That's the Way It Is (Elvis Presley album) (en)
- 1971: Elvis Country (I'm 10,000 Years Old)
- 1971: Love Letters from Elvis
- 1971: Elvis Sings the Wonderful World of Christmas
- 1972: Elvis Now
- 1972: He Touched Me
- 1973: Elvis
- 1973: Raised on Rock
- 1974: Good Times
- 1975: Promised Land
- 1975: Today
- 1976: From Elvis Presley Boulevard, Memphis, Tennessee
- 1977: Moody Blue

### Avec Gram Parsons
- 1972: GP
- 1973: Grievous Angel

### Avec Emmylou Harris
- 1976: Elite Hotel
- 1977: Luxury Liner
- 1981: Evangeline

### Avec JJ Cale
- 1981: Shades

### Avec Elvis Costello
- 1986: King of America

### Avec Roy Orbison
- 1987: A Black and White Night

### Avec Frank Michael
- 2003: Olympia -  France 2003

### Avec Jerry Lee Lewis
- 1979: Jerry Lee Lewis
- 1989: Jerry Lee Lewis & Friends
- 2010: Mean Old Man

### Avec Steve Young
- 1969: Rock Salt and Nails

### Avec Arlo Guthrie
- 1969: Running Down the Road